# Die Maske des Roten Todes

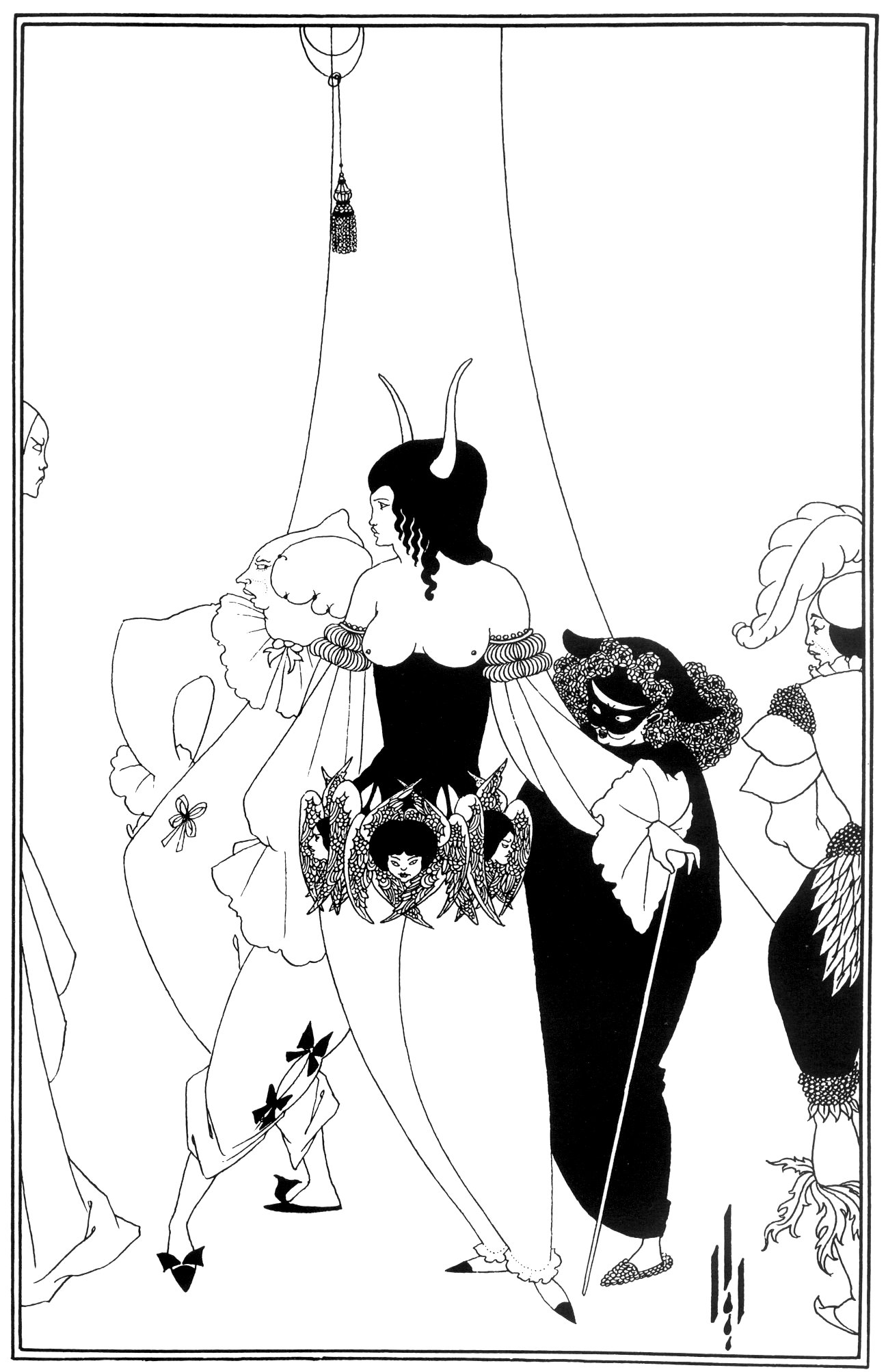
Maskierung der Gäste. Illustration von Aubrey Beardsley, 1894

Die Maske des Roten Todes (engl. The Masque of the Red Death) ist eine Erzählung von Edgar Allan Poe, die erstmals im Mai 1842 in Philadelphia in Graham’s Magazine erschien, in dessen New Yorker Redaktion E. A. Poe ein Jahr lang als Chefredakteur arbeitete. In ihr beschreibt Poe das Scheitern des Versuchs einer Gruppe von Privilegierten, sich vor einer Seuche, einem Unheil in Sicherheit zu bringen.

## Inhalt
Nachdem eine Seuche (der Rote Tod, Red Death) die Hälfte seiner Untertanen dahingerafft hat, zieht sich Prinz Prospero, Herzog eines ungenannten Reiches, mit eintausend Gefolgsleuten hinter die Mauern einer von ihm entworfenen Abtei zurück: „Der Rest der Welt sollte sehen, wo er bleibt.“ Nach fast einem halben Jahr Abgeschlossenheit gibt er einen pompösen Maskenball. Prinz Prospero liebt das Außergewöhnliche, sein Geschmack ist bizarr: Er hat Vorlieben für eine bestimmte Beleuchtung, einen Wechsel der Farben und der Raumgestaltung. Die gotischen Fenster tragen getöntes Glas, das der jeweils dominierenden Farbe der Räume entspricht: Blau im ersten, dann Purpur, im dritten Grün, im vierten Orange, dann Weiß, Violett und schließlich ein dominierendes Schwarz in einem Saal mit scharlachroten Fenstern.  
Die Kette der mehrmals in genau dieser Reihenfolge erwähnten Räume erstreckt sich von Ost nach West und lässt in Korrespondenz mit den wechselnden Farben an den Sonnenlauf denken oder an Lebensphasen und allgemein an Vergänglichkeit, auf die durch die Standuhr aus Ebenholz im letzten Raum angespielt wird. Wie im echten Leben kann wegen der ungewöhnlichen Anordnung der sieben Räume, die verwinkelt aufeinander folgen, niemand voraussehen, was oder wer auf ihn zukommt und wem die Stunde schlägt. Die verwinkelten Räume werden außen von Gängen begleitet, deren Kandelaber ihr Kerzenlicht durch die farbigen Fenster in die Räume werfen, die keine Türen zu den umgebenden Korridoren haben.
Während das ausschweifende Fest stattfindet, schlägt jede volle Stunde die Uhr im letzten Zimmer, deren Ton auch den Ausgelassensten und Verrücktesten erschreckt und das Fest bis zum Ende des Geläutes erstarren lässt, woraufhin die Festgesellschaft jedes Mal in erleichtertes Gelächter ausbricht. Als die Uhr Mitternacht schlägt, tritt unter die Feiernden eine Gestalt in der Maske des Roten Todes, deren Erscheinung zuerst Ablehnung, dann Überraschung und schließlich Horror und Ekel auslöst.
  

Um die Feststimmung zu retten, fordert der Prinz im ersten, dem blauen Raum, seine Höflinge auf, den Unbekannten zu überwältigen, aber der durchschreitet unbehindert alle Räume bis zum letzten, dem schwarzen. Da die Gäste zurückweichen, zieht Prinz Prospero seinen Dolch und nimmt selbst die Verfolgung auf – die Maske jedoch wendet sich ihrem Verfolger zu, ein Schrei ertönt und Prospero sinkt tot zu Boden. Nun endlich versuchen die Gäste den Unbekannten zu demaskieren, müssen aber erkennen, dass er tatsächlich der Rote Tod ist: Unter der Maske befindet sich nichts, kein Gesicht, kein Skelett – die Maske ist nur sie selbst. Der Rote Tod ist ins Schloss eingezogen und tötet alle Höflinge: „Und Dunkelheit und Verfall und der Rote Tod hatten grenzenlose Herrschaft über alle.“ 

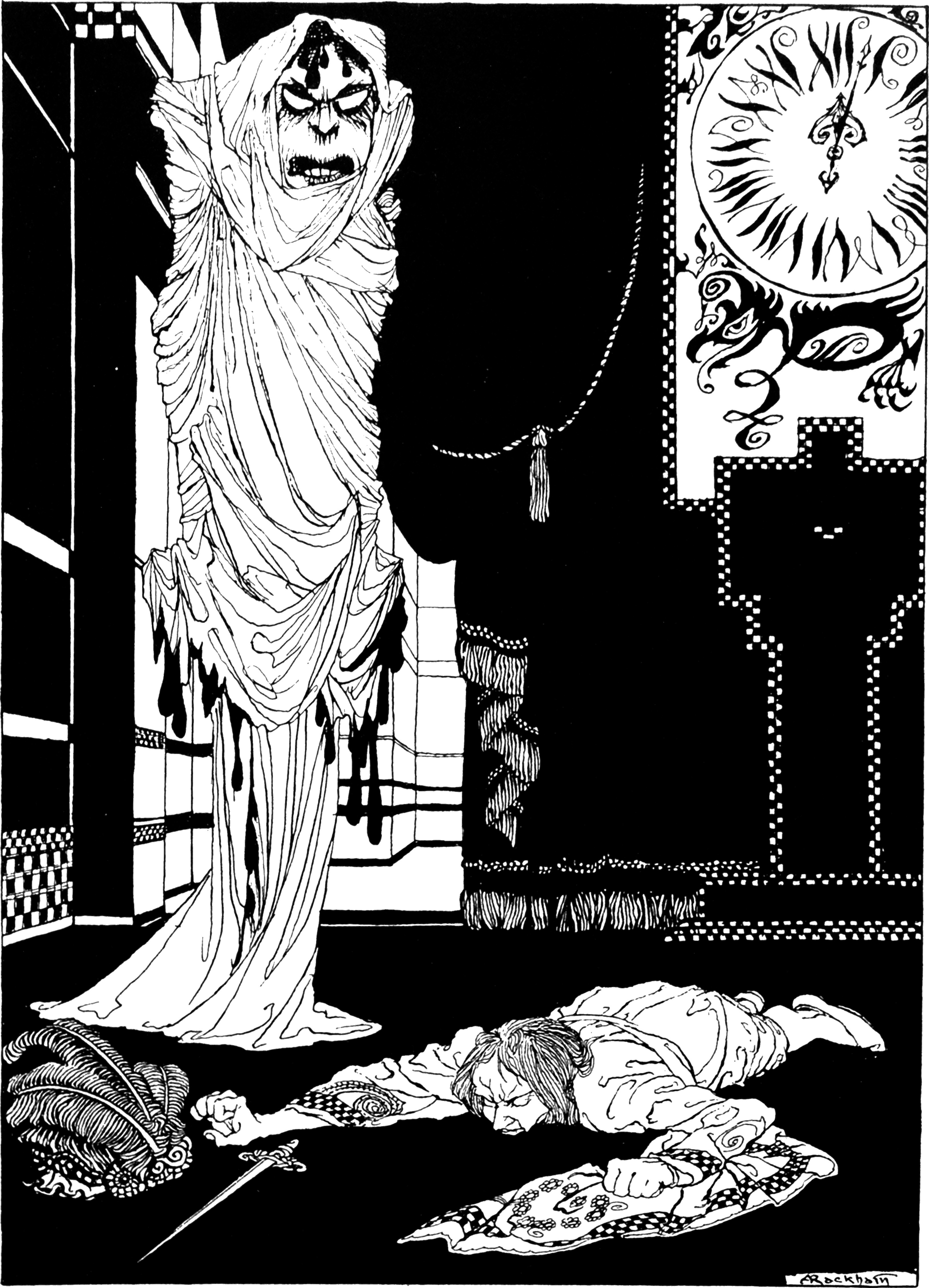
Prinz Prospero stürzt tot zu Boden. Illustration von Arthur Rackham 1935

## Inspiration
Die Opfer des „Red Death“ sterben an einer Art hämorrhagischem Fieber unter furchtbaren Blutungen. Poe hatte Mutter und Stiefmutter durch Tuberkulose verloren, seine Ehefrau litt und starb ebenfalls an dieser Krankheit und den mit ihr verbundenen Blutstürzen. Zugleich verweist der Name durch das hervorhebende Attribut auf die Pest, den „Schwarzen Tod“.
Poe war 1831 in Baltimore Zeuge einer großen Cholera-Epidemie und der von ihr ausgelösten Reaktionen geworden. Ähnlichkeiten weist Poes Kurzgeschichte mit der Rahmenhandlung von Boccaccios Decamerone auf, in der sich vermögende Florentiner in ein Landhaus/Schloss zurückziehen, um nicht mit der Pest angesteckt zu werden.
Auch der italienische Name Prospero, der auf Italienisch wie auf Englisch (prosperous) „wohlhabend“ bedeutet, verweist auf Poes Namenswahl, vergleichbar dem Fortunato (lat./ital./span. „glücklich“ oder „begünstigt“) in Das Fass Amontillado. Weitere Bezüge finden sich zu Thomas Campbells Life of Petrarch – in einer Besprechung des Buches hatte Poe 1841 gerügt, der Verfasser habe die Pest in seinem Werk nicht angemessen dargestellt. Außerdem trägt Poes Protagonist den Namen des Zauberers aus William Shakespeares Romanze Der Sturm, der infolge einer Intrige sein Land zeitweilig verlassen muss und schiffbrüchig auf eine Insel verschlagen wird.

## Interpretation
Der allwissende auktoriale Erzähler bringt sich nur dreimal beiläufig ins Spiel und ist so der einzige Beobachter in dem mit der Anlage des Schlosses gegebenen sozialen Laboratorium: Die Vergnügungssäle sind für die Festgesellschaft wegen ihrer Verwinkelung nicht überschaubar und wegen der türenlosen, nur gefensterten Korridore um sie herum von dort nicht betretbar, wohl aber von außen einsehbar. Statt der nie erwähnten Bediensteten, die ja gelegentlich neue Kerzen auf die Kandelaber setzen müssen, können immerhin die Leser diesem Exempel beiwohnen.
Die ungewöhnliche Einschließung der Festräume durch Korridore und die mystische Handlung unterstreichen die allegorische Bedeutung der Erzählung, die in dem zeitlosen Raum einer gotischen Fantasiearchitektur angesiedelt ist und an der Oberfläche den Einbruch einer tödlichen Seuche in das für das niedere Volk abgeriegelte Schloss Prosperos zeigt. The Masque of the Red Death kann als existenzielle Parabel über die Unvermeidlichkeit der Grenzen mehrerer Bestrebungen gelesen werden, als Studie über den unausweichlichen Tod eines Exzentrikers und seiner Anhänger, als Warnung vor dem Untergang einer sich um ihre gesellschaftliche Verantwortung drückenden Elite und als Kritik an den Versprechungen des individuellen Aufstiegs.
Die Krankheit, der „Rote Tod“, kann siegen, weil der Prinz, sich vor allem um sich und sein eigenes Vergnügen kümmert, das er auch seinen Gästen bei der Gestaltung ihrer grotesken Masken aufdrückt. So ist nicht nur der äußere Rahmen, sondern auch die Erscheinung und der Ablauf des Maskenballs von Prospero bestimmt, seinen Gästen äußerlich, und unterstreicht damit eine absolute, den Einzelwillen überwindende Macht, die sich gegen die des Todes zeitweilig behaupten kann.
Betrachtet man Die Maske des Roten Todes im Zusammenhang mit dem Gesamtwerk Poes, in dem immer wieder die Apokalypse des Individuums der Apotheose in der zeitgenössischen amerikanischen Weltanschauung entgegengesetzt wird, so kann diese Erzählung  Zapf zufolge auch als „Parodie und apokalyptische Umkehrung eines verabsolutierten pursuit of happiness und damit als Apokalypse des amerikanischen Traums“ gedeutet werden: Angeführt von Prinz Prospero jagen die Menschen unter Verwandlung ihrer individuellen Persönlichkeiten unter den Masken der Verheißung eines falschen Glückstraums nach, der in der Realität ebenso wenig erfüllbar ist wie der „American Dream“.

## Deutsche Übersetzungen (Auswahl)
- um 1900: Johanna Möllenhoff: Die Maske des roten Todes. Reclams Universal-Bibliothek, Leipzig.
- 1901: Hedda Moeller und Hedwig Lachmann: Die Maske des roten Todes. J.C.C. Bruns, Minden.
- 1909: Bodo Wildberg: Der rote Tod. Buchverlag für das Deutsche Haus, Berlin.
- 1912: unbekannter Übersetzer: Die Maske des roten Todes. Kiepenheuer, Weimar.
- 1922: M. Bretschneider: Die Maske des roten Todes. Rösl & Cie. Verlag, München.
- 1922: Gisela Etzel: Die Maske des roten Todes. Propyläen, München
- 1923: Wilhelm Cremer: Die Maske des roten Todes. Verlag der Schiller-Buchhandlung, Berlin.
- 1925: unbekannter Übersetzer: Die Maske des Roten Todes. Mieth, Berlin.
- 1925: Stefan Hofer: Die Maske des roten Todes. Interterritorialer Verlag „Renaissance“, Wien
- ca. 1930: unbekannter Übersetzer: Die Maske des roten Todes. Fikentscher, Leipzig.
- 1947: Wolf Durian: Die Maske des roten Todes. Ullstein, Wien
- 1948: Ruth Haemmerling und Konrad Haemmerling: Die Maske des Roten Todes. Schlösser Verlag, Braunschweig.
- 1953: Richard Mummendey: Die Maske des Roten Todes. Hundt, Hattingen.
- 1953: Günther Steinig: Die Maske des Roten Todes. Dietrich’sche Verlagsbuchhandlung, Leipzig.
- 1958: Gerhard Hermann: Die Maske des Roten Todes. Hoffmann, Heidenheim.
- 1966: Hans Wollschläger: Die Maske des Roten Todes. Walter Verlag, Freiburg i. Br.
- 1989: Gerlinde Völker: Die Maske des Roten Todes. Reclams Universal-Bibliothek, Stuttgart.

## Rezeption
Sprache und Literatur
- In Gaston Leroux’ Roman Das Phantom der Oper (1909/10) erscheint das Phantom als Roter Tod verkleidet auf dem Maskenball.
- Im Roman Shining (1977) von Stephen King vergleicht Jack Torrance einen Maskenball, der im Overlook Hotel stattgefunden hat, mit dem Maskenball der Erzählung Poes.
- Tom Wolfe betitelte ein Kapitel seines Romans Fegefeuer der Eitelkeiten (1984/85) mit Die Maske des roten Todes. Kulisse der Handlung ist dabei eine New Yorker Gesellschaftsparty.
- In Stephen Kings Susannah – Der Dunkle Turm (2004) erzählt Mia Susannah, dass die Einwohner des Dorfes Fedic vor tausend und mehr Jahren am „Roten Tod“ gestorben sind. Hierauf erstaunt Susannah und erinnert sich an Edgar Allan Poes Kurzgeschichte.
- In Dan Simmons’ Roman Terror (2007) lenken sich die im Eis eingeschlossenen Matrosen mit einem Maskenball ab, der von der Lektüre von Poes Kurzgeschichte inspiriert wurde. Jedoch kommt es zu einer Gewalteskalation, und das Fest wird abgebrochen.
- Die Fantasy-Comiczeichnerin Wendy Pini gestaltete Masque of the Red Death als Graphic Novel (2007–2010).

Musik
- 1908 wurde der französische Komponist André Caplet von Poes Erzählung zu einem Orchesterwerk mit Harfe inspiriert: Légende – Étude symphonique d’après « Le Masque de la Mort rouge » de Poë. Es ist heute vor allem in der späteren Kammermusikversion bekannt: Conte fantastique für Streichquartett und Harfe.[11]
- Die deutsche Heavy-Metal-Band Stormwitch veröffentlichte auf ihrem Album Tales of Terror von 1985 einen Song mit dem Titel Masque of the Red Death. Sie beendete den Text ebenfalls mit der Zeile „Darkness and decay, and the Red Death holds dominion over all“.
- Die amerikanische Heavy-Metal-Band Hades hatte auf ihrem Debüt-Album Resisting Success von 1987 einen aus drei Teilen bestehenden Song mit dem Titel Masque of the Red Death.
- Auch die amerikanische Metal-Band Crimson Glory veröffentlichte einen Song mit dem Titel Masque of the Red Death auf ihrem 1988 erschienenen Album Transcendence.
- Die schwedische Death-Metal-Band Entombed verwendete 1991 Samples aus der Verfilmung von 1964 auf dem Album Clandestine.
- Die norwegische Gothic-Metal-Band Theatre of Tragedy verwendete 1996 einige Dialoge im Song And When He Falleth auf dem 1996 veröffentlichten Album Velvet Darkness They Fear.
- Der italienische Komponist Francesco Filidei komponierte ein Oratorium The Red Death. A Passion für Solostimmen, Chor, Orchester und Elektronik, das 2021 bei den Donaueschinger Musiktagen uraufgeführt wurde.[12]

Film
- 1964 verfilmte Roger Corman die Erzählung mit Vincent Price und Jane Asher unter ihrem Originaltitel. Der Film kam im deutschsprachigen Raum unter dem Titel Satanas – Das Schloß der blutigen Bestie 1971 in die Kinos. Die DVD-Veröffentlichung des Films ist als Die Maske des roten Todes angekündigt.
- Eine Neuverfilmung produzierte Corman 1989 mit dem – im Original gleichnamigen – Film Die Maske des Roten Todes mit Adrian Paul als Prospero und Patrick Macnee als der Rote Tod. Regie führte Larry Brand.